# Tomáš Necid
Tomáš Necid (Praga, 13 de agosto de 1989) é um futebolista profissional tcheco que joga como atacante. Atualmente joga pelo Viktoria Žižkov.

## Carreira
Necid fez parte do elenco da Seleção Tcheca de Futebol da Eurocopa de 2012 e 2016.

## Títulos

### Slavia Prague
- Gambrinus Liga  (2): 2007–08, 2008–09

### PFC CSKA Moscou
- Russian Premier League (1): 2012–13
- Russian Super Cup (2): 2009, 2013
- Russian Cup (2): 2009, 2011

### Individual
- Artilheiro Europeu Sub-17: 2006
- Artilheiro Europeu Sub-19: 2008

## Ligações Externas
- Perfil em 90minut.pl